# Miguel Hidalgo, Amatán
Miguel Hidalgo är en ort i Mexiko.   Den ligger i kommunen Amatán och delstaten Chiapas, i den sydöstra delen av landet, 700 km öster om huvudstaden Mexico City. Miguel Hidalgo ligger 324 meter över havet och antalet invånare är 154.
Terrängen runt Miguel Hidalgo är kuperad, och sluttar norrut. Runt Miguel Hidalgo är det ganska tätbefolkat, med 78 invånare per kvadratkilometer. Närmaste större samhälle är Teapa, 9,6 km nordväst om Miguel Hidalgo. Omgivningarna runt Miguel Hidalgo är en mosaik av jordbruksmark och naturlig växtlighet.